# Cecidomyia decolorata
Cecidomyia decolorata är en tvåvingeart som först beskrevs av Walker 1856.  Cecidomyia decolorata ingår i släktet Cecidomyia och familjen gallmyggor. Inga underarter finns listade i Catalogue of Life.